# Lucas Høgsberg
Lucas Høgsberg (* 23. Juni 2006 in Farum) ist ein dänischer Fußballspieler.
Er spielt seit 2025 beim französischen Erstligisten Racing Straßburg. Zudem ist Høgsberg auch dänischer Nationalspieler.

## Karriere im Vereinsfußball
Lucas Høgsberg ist ein Junge aus dem Ort Farum, 20 Kilometer von Kopenhagen entfernt, und spielte im Kindergartenalter bei Farum Boldklub. Dieser Verein besteht weiterhin fort, doch im Jahr 2003 schloss er sich mit anderen Vereinen aus der Region Hovedstaden zum FC Nordsjælland zusammen und Høgsberg kam schließlich in die Akademie dieses Vereins. Lucas Høgsberg gab am 5. April 2023 im Alter von 16 Jahren beim 4:1-Sieg im Viertelfinalrückspiel im dänischen Pokal gegen Aarhus Fremad sein Pflichtspieldebüt für die erste Mannschaft. Er bekam am 19. Mai 2023 einen Vertrag bis 2026 und gab drei Tage später beim 3:1-Sieg gegen Randers FC in der Meisterrunde sein Debüt in der Superliga. In der darauffolgenden Saison kam Høgsberg lediglich beim 2:1-Sieg im Viertelfinalrückspiel gegen AB Gladsaxe zu einem Pflichtspieleinsatz für die erste Mannschaft.
Am 9. August 2025 gab Racing Straßburg die Verpflichtung von Høgsberg bekannt, der dort einen Vertrag bis 2030 unterschrieb.

## Nationalmannschaftsfußball
Lucas Høgsberg vertritt sein Herkunftsland Dänemark in dessen Nachwuchsnationalmannschaften und kam bisher für die Altersklassen U16, U17 und U19 zum Einsatz.
Im Juni 2025 feierte Høgsberg sein Debüt für die dänische Nationalmannschaft.